# Piotr Pyc
Piotr Marcin Pyc (ur. 1 lutego 1973 w Oświęcimiu) – polski muzyk, oboista, pedagog, nauczyciel akademicki, profesor sztuki, solista Narodowej Orkiestry Symfonicznej Polskiego Radia w Katowicach.

## Życiorys
Ukończył z wyróżnieniem Akademię Muzyczną w Krakowie, gdzie studiował w klasie oboju prof. Jerzego Kotyczki. Początkowo związany był z orkiestrą Filharmonii Śląskiej w Katowicach, w której objął stanowisko pierwszego oboisty, a od roku 2004 jest I oboistą oraz solistą (rożek angielski) Narodowej Orkiestry Symfonicznej Polskiego Radia w Katowicach.
Jako muzyk orkiestrowy występował z czołowymi zespołami orkiestrowymi jak m.in.: Filharmonia Narodowa w Warszawie, Filharmonia Krakowska, Polska Filharmonia Kameralna, Sinfonietta Cracovia, AUKSO, pod batutą takich mistrzów jak: Marin Alsop, Lawrence Foster, Esa-Pekka Salonen, Charles Dutoit, Simone Young, Gabriel Chmura, Christian Eschenbach, Lorin Maazel, Jerzy Semkow, Krzysztof Penderecki.
Artysta prowadzi bogatą działalność zarówno solową jak i kameralną. Można go usłyszeć w bardzo różnorodnych formacjach zespołowych, prezentujących szeroki wachlarz repertuarowy (między innymi w ramach cyklu NOSPR kameralnie). Jako solista dokonał nagrania koncertu na rożek angielski Stanisława Skrowaczewskiego dla Medici.tv oraz brał udział w festiwalach muzycznych takich jak: Warszawska Jesień, Nordsee, Schwetzinger Festspiele. Dokonał także wielu archiwalnych nagrań płytowych, radiowych i telewizyjnych.
Piotr Pyc jest równolegle związany z Akademią Muzyczną w Katowicach, gdzie pracuje na stanowisku profesora, prowadząc klasę oboju. Jego studenci zdobywają laury na konkursach ogólnopolskich i międzynarodowych. Jest wykładowcą kursów mistrzowskich, a także zasiada w jury wielu konkursów dedykowanych instrumentom dętym. Od roku 2021 jest konsultantem Centrum Edukacji Artystycznej oraz ekspertem MEiN. W roku 2023 uzyskał stopień profesora sztuki.

## Odznaczenia i nagrody
- Srebrny Krzyż Zasługi (2023)[4]